# Anisoplia tunneri
Anisoplia tunneri är en skalbaggsart som beskrevs av Rudolph Petrovitz 1971. Anisoplia tunneri ingår i släktet Anisoplia och familjen Rutelidae. Inga underarter finns listade i Catalogue of Life.